# Supercoupe de Suède de football
La Supercoupe de Suède (en suédois : Supercupen) est une compétition de football opposant le champion et le vainqueur de la coupe de Suède, disputée sur un match unique. Lorsqu'un club gagne les deux compétitions, le club ayant fini à la deuxième place du championnat participe à la compétition. Le champion en titre accueille le match dans sa ville
Créée en 2007, la compétition se déroulait jusqu'en 2013 en mars, ouvrant la saison de football suédoise, puis en novembre entre 2013 et 2015, la concluant.
Les deux clubs les plus titrés sont Malmö FF et Helsingborgs IF avec deux titres chacun. Dans l'histoire de la compétition, seul Helsingborgs IF a réussi à gagner le trophée en n'étant pas le champion en titre.

## Histoire
La première édition de la compétition a lieu en 2007 et oppose à la Borås Arena l'IF Elfsborg, champion de Suède en titre, et le Helsingborgs IF, vainqueur de la Coupe de Suède de football 2006. Le match se conclut sur le score de 1-0 en faveur d'Elfsborg grâce à un but de James Keene marqué peu de temps avant l'heure de jeu.
La compétition s'arrête après son édition 2015 à cause d'un manque d'intérêt du public, que ce soit à la télévision ou au stade.

## Palmarès
| Année | Vainqueur       | Score         | Finaliste       | Lieu                    | Spectateur |
| ----- | --------------- | ------------- | --------------- | ----------------------- | ---------- |
| 2007  | IF Elfsborg     | 1-0           | Helsingborgs IF | Borås Arena, Borås      | 1 240      |
| 2008  | IFK Göteborg    | 3-1           | Kalmar FF       | Ullevi, Göteborg        | 1 643      |
| 2009  | Kalmar FF       | 1-0           | IFK Göteborg    | Fredriksskans, Kalmar   | 2 305      |
| 2010  | AIK Solna       | 1-0           | IFK Göteborg    | Stade Råsunda, Solna    | 2 537      |
| 2011  | Helsingborgs IF | 2-1           | Malmö FF        | Swedbank Stadion, Malmö | 10 362     |
| 2012  | Helsingborgs IF | 2-0           | AIK Solna       | Olympia, Helsingborg    | 5 590      |
| 2013  | Malmö FF        | 3-2           | IFK Göteborg    | Swedbank Stadion, Malmö | 2 787      |
| 2014  | Malmö FF        | 2-2ap 5-4 tab | IF Elfsborg     | Malmö Stadion, Malmö    | 1 266      |
| 2015  | IFK Norrköping  | 3-0           | IFK Göteborg    | Nya Parken, Norrköping  | 2 662      |

## Bilan par club
| Rang | Club            | Titres (éditions) | Finales perdues (éditions) |
| ---- | --------------- | ----------------- | -------------------------- |
| 1    | Malmö FF        | 2 (2013, 2014)    | 1 (2011)                   |
| 1    | Helsingborgs IF | 2 (2011, 2012)    | 1 (2007)                   |
| 3    | IFK Göteborg    | 1 (2008)          | 4 (2009, 2010, 2013, 2015) |
| 4    | Kalmar FF       | 1 (2009)          | 1 (2008)                   |
| 4    | IF Elfsborg     | 1 (2007)          | 1 (2014)                   |
| 4    | AIK Solna       | 1 (2010)          | 1 (2012)                   |
| 7    | IFK Norrköping  | 1 (2015)          | -                          |

## Récompense financière
Le vainqueur de la Supercoupe avait droit à une prime de 250 000 SEK (Couronne suédoise), soit environ 25 000€.

## Source
- Résultats sur rsssf.com